# 馬林瓦瑟河

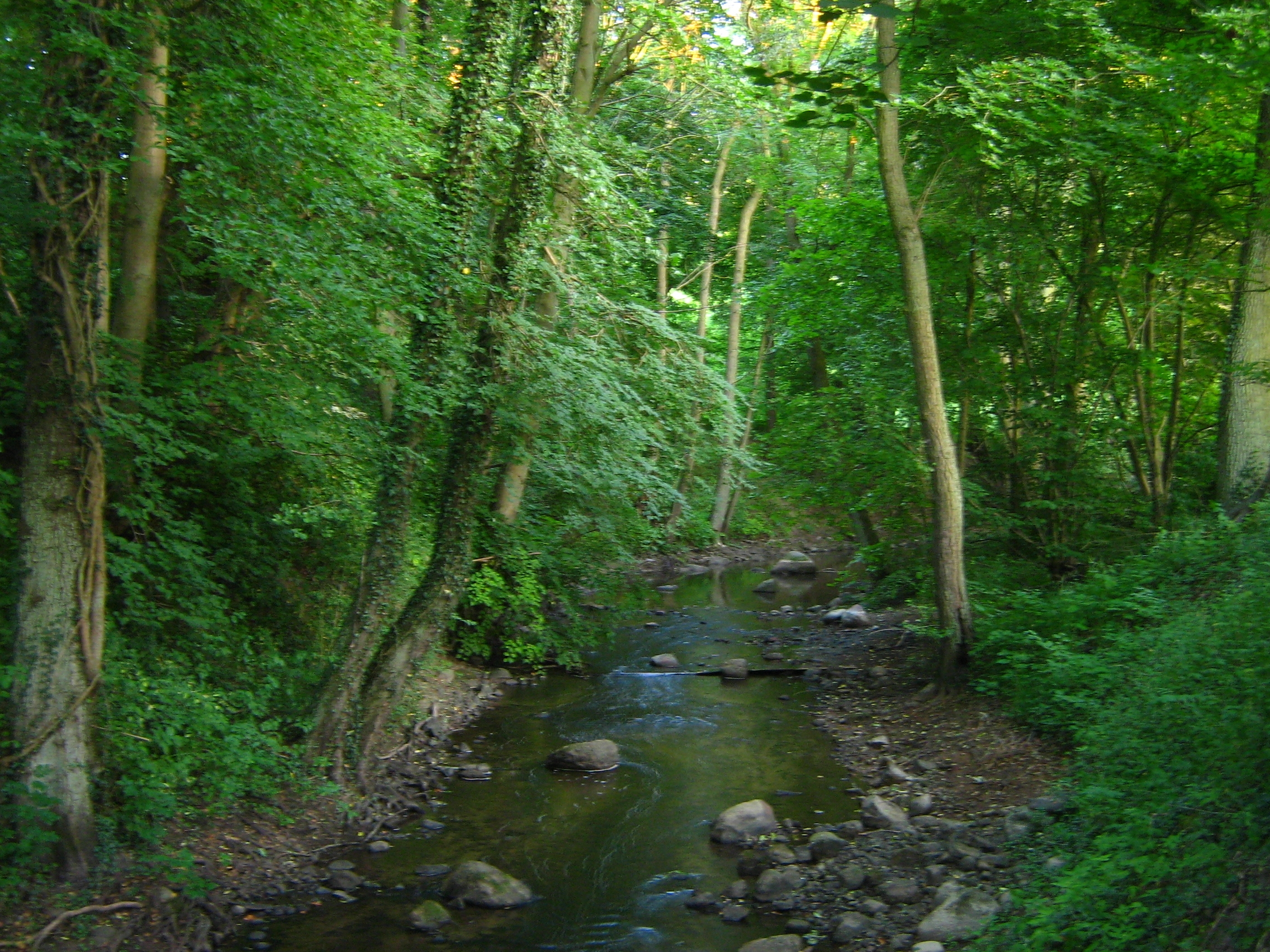

53°35′19.32″N 13°14′15.72″E / 53.5887000°N 13.2377000°E
馬林瓦瑟河（德語：Malliner Wasser），是德國的河流，位於該國東北部，由梅克倫堡-前波美拉尼亞州負責管轄，屬於托倫瑟河的左支流，發源自博恩湖，河口處在新布蘭登堡西北面。